# DAC 120 DE
Der DAC 120 DE ist ein rumänischer Großmuldenkipper des Herstellers ROMAN, der in der Zeit der rumänischen Revolution 1989 hergestellt und unter der Marke DAC vertrieben wurde. Es war das schwerste und größte Fahrzeug, das die rumänische Fahrzeugindustrie jemals produziert hat.

## Entwicklungsgeschichte
Der rumänische Staatsmann Nicolae Ceaușescu verfolgte das Ziel, dass das sozialistische Rumänien zu einem Industriestaat mit einem ausdifferenzierten Fahrzeugbausektor aufsteigen sollte. Dieses Vorhaben umfasste auch die Produktion von Großmuldenkippern, die bis dahin nur von westlichen Großunternehmen oder, in geringerem Umfang, vom sowjetischen Staatsbetrieb BelAZ bewerkstelligt werden konnte. Dieser politischen Doktrin folgend, wurden vom rumänischen Fahrzeugbauer ROMAN verschiedene Muldenkippermodelle entwickelt und hergestellt. Das gipfelte im leistungsstärksten Modell DAC 120 DE. Zu diesem Zwecke wurde ein Lectra-Haul-Großmuldenkipper beschafft, um das Fahrzeug ausgiebig zu studieren. Die daraus gewonnenen Erkenntnisse flossen maßgeblich in die Modellentwicklung ein.

## Technik
Der Muldenkipper hat einen dieselelektrischen Antrieb auf die hinteren Räder, die von zwei Elektromotoren angetrieben werden, Die vom rumänischen Lokomotivhersteller Electroputere gelieferten Elektromotoren leisteten maximal je 520 PS (382 kW). Die Höchstgeschwindigkeit des Lastwagens lag bei 70 km/h im Leerzustand und voll beladen bei 55 km/h. Wegen der hohen Lasten ist die Hinterachse an jeder Seite doppelt bereift. Die sechs schlauchlosen Reifen stellte Michelin her. Sie haben einen Durchmesser von über 3,2 m und kosteten damals pro Stück 10.000 US-Dollar.
Das gegen herabfallende Gegenstände gesicherte Fahrerhaus über dem Motorraum ist über eine Leiter-Treppenkombination vorne am Fahrzeug erreichbar.

## Produktion und Einsatz
Insgesamt wurden 16 DAC 120 DE gebaut, von denen acht in der Roșia Poieni-Kupfermine und drei im Kalksteinbruch Mahmudia eingesetzt wurden. Für das damals finanziell schwache Rumänien war der Export von fünf dieser Fahrzeuge nach Australien von besonderer Bedeutung. Sie wurden per Schiff nach „Down Under“ transportiert, dort zusammengebaut und im Eisenerztagebau Mc Caimy Monster Pilbara eingesetzt. Der Kaufpreis für einen DAC 120 DE betrug damals 300.000 US-Dollar, was im Vergleich zu anderen Großmuldenkippern dieser Klasse um ein Vielfaches günstiger war.